# Synagogue de Dijon
La synagogue de Dijon est une synagogue située à Dijon dans le département français de la Côte-d'Or. Elle est inscrite en totalité à l'Inventaire Supplémentaire des Monuments Historiques par arrêté préfectoral du 15 mars 1989.

## Historique

### DuXIIeauXIVesiècle

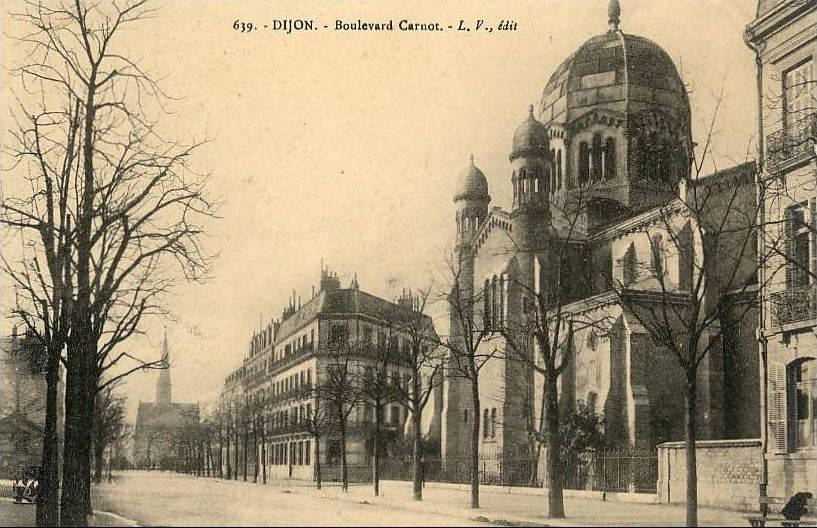
Synagogue de Dijon vue depuis le boulevard Carnot en direction de la place Wilson

Selon l'historien Eugène Fyot dans son livre Dijon : son passé évoqué par ses rues paru en 1928, la rue de la Petite-Juiverie (actuelle rue Piron) abritait des israélites qui « possédaient des biens considérables au XIIe siècle, ce qui leur permettaient de prêter aux plus grands personnages. Toutefois, leur aptitude à cumuler la richesse attira sur eux des représailles ».
Selon le journaliste et historien, Michel Hilaire Clément-Janin, dans son livre Notice sur la communauté israélite de Dijon (1879) : « Les Juifs habitaient deux quartiers spéciaux ». Le premier, et le plus important comprenait « toute la rue Buffon, dont une partie conserva jusqu'à la Révolution le nom de rue des Juifs. Ils y avaient une synagogue, une école ou maîtrise, et un cimetière. »
Le deuxième se compose de la rue de la Petite-Juiverie (actuelle rue Piron), le bas de la rue du Bourg ainsi que la place Saint-George (actuellement place Jean-Macé), la rue de la Grande-Juiverie (actuelle rue Charrue) et une partie de rue Amiral-Roussin. Durant tout le XIIe siècle, les juifs seront continuellement expulsés puis ré-établis. Le 21 novembre 1384, le duc Philippe le Hardi promulgua une charte à la suite des plaintes des juifs par rapport aux méfaits et réprimandes dont ils étaient victimes.
D'après cette charte, cinquante-deux familles juives pouvaient habiter en Bourgogne en toute liberté pendant douze ans à condition de payer une redevance. Joseph de Saint-Mihiel, Salomon et David de Balmes, trois israélites « notables » furent désignés pour procéder au choix et à  l'établissement de ces familles.
Cependant, les familles israélites se montraient prudentes devant ces demi-mesures. Ainsi en 1387, seules quinze familles sont établies en Bourgogne dont la majorité demeurant à Dijon. Néanmoins, ces familles, par la force des choses, se sont mêlées de plus en plus au reste de la population dijonnaise.

### DuXVeauXVIIIesiècle
Une ordonnance du 27 août 1427 indique que la communauté israélite était d'une certaine importance à Dijon. Après l'annexion de la Bourgogne par le roi de France, les Juifs sont expulsés selon le sort commun des Juifs en France depuis le XIVe siècle et il n'est plus question de juifs à Dijon jusqu'au XVIIIe siècle. En 1791, la liberté des cultes est proclamée et permet aux israélites de vivre comme tous les Français, sous la protection des lois. Ils sont inscrits sur les registres de l’État civil, comme tous les autres citoyens.

### XIXesiècle
Toutes les familles juives qui vinrent s'établir à Dijon sont d'origine alsacienne et atteignent en 1803 le nombre de cinquante. En 1869, la communauté s’élève à cent familles. La synagogue de la rue des Champs (actuelle rue des Godrans) devenant trop petite, le lieu de culte où  se réunissait la communauté juive fut transporté dans la maison Goisset, sur le rempart du château de Dijon, puis en 1829, dans une partie des appartements du prince de Condé, dans une salle située à l'angle des rues des Forges et Porte-aux-Lions, au rez-de-chaussée du palais des ducs de Bourgogne. Ce temple israélite prêté par la Mairie de Dijon est compris dans la circonscription de la synagogue consistoriale de Paris. Par délibération du 4 août 1841, la ville céda gratuitement trois salles situées au rez-de-chaussée de l’hôtel de ville avec une entrée rue Porte-aux-Lions et sur la rue des Forges. Elles seront le lieu de culte israélite de la ville jusqu'en 1879.
Les salles étant devenues trop petites, le conseil municipal est sollicité pour trouver une solution. Ainsi, le 7 juin 1869, le maire de Dijon Joliet accorde gratuitement le terrain où sera bâtie la nouvelle synagogue de style néo-byzantin.
Le projet de cette synagogue est dont antérieur à la guerre franco-prussienne de 1870. Cependant, la chute du Second Empire l'a retardé.
Elle a été inaugurée le 11 septembre 1879, Alfred Sirodot en étant l'ingénieur architecte et Michel Aron alias Gerson, le premier rabbin de 1869 à 1900. Elle a été construite sur le modèle de la synagogue parisienne de la rue de la Victoire. En effet ses vitraux, œuvre des ateliers Eugène Oudinot, sont de même style que ceux de la Grande synagogue de Paris. L'ornement de la synagogue, le dôme imposant, les tourelles et les sculptures sont l'œuvre de Jules Schanoski tandis que les peintures sont de Leniept.

### XXesiècle
Pendant la Seconde Guerre mondiale, Dijon est occupée par les Allemands du 17 juin 1940 au 11 septembre 1944. Sous l'occupation, de nombreux Juifs ainsi que des résistants sont déportés. Le rabbin Elie Cyper, nommé rabbin de Dijon en janvier 1939, mobilisé à la déclaration de guerre de 1939, fait prisonnier mais immédiatement évadé, puis résistant, capitaine de FFI, meurt en déportation en Lituanie en 1944.
Lors du recensement imposé le 31 juillet 1941, on dénombre 376 Juifs à Dijon et 842 pour toute la Côte-d'Or. 
Une grande rafle de juifs étrangers réfugiés a lieu les 12 et 13 juillet 1942 : 21 personnes sont détenues pendant ces deux jours à l'hôtel de ville puis déportées depuis la gare de Dijon au camp de Pithiviers avant de rejoindre le Convoi n° 6 du 17 juillet 1942 pour Auschwitz. L’école Jean-Jaurès, rue Jules-Ferry, aura également connu en 1944 un événement similaire: 87 hommes, femmes et enfants sont arrêtés les 24, 25 et 26 février 1944 sur ordre du gouvernement de Vichy. Regroupés et détenus dans cette école, ils sont déportés le 3 mars 1944 au Camp de Drancy avant de rejoindre le Convoi n° 69 du 7 mars 1944 pour Auschwitz. Il n'y aura qu'une seule survivante : Paulette Lévy . Le 3 août 1944, la directrice du lycée de jeunes filles de Dijon Marcelle Pardé ainsi que sa secrétaire Simone Plessis sont arrêtées pour avoir caché dans l'internat de ce lycée, des filles de réfugiés juifs provenant d'Allemagne. Parmi ces élèves on trouve Rita Thalmann, sauvée après être passée par la suite en zone libre grâce à son professeur d'anglais madame Connes ou encore Thérèse Katz, déportée lors de la rafle de Dijon entre les 13 et 14 juillet 1942 et décédée dans la marche de la mort.
À la Libération, l'ancien grand magasin la Ménagère situé au Coin du Miroir est réquisitionné et transformé en refuge afin d'accueillir les déportés à leur retour des camps de concentration nazis. Le rez-de-chaussée est alors aménagé en restaurant et le premier étage en dortoir.  La gare ayant été bombardée en 1944, interrompant tous les services, la municipalité demandera à des bénévoles d'accompagner les survivants et de les conduire au centre d'accueil, vers lequel convergent les familles à la recherche d'information sur d'éventuels proches déportés.
Entre 1956 et 1967, une communauté séfarade s'est établie à Dijon rejoignant ainsi la communauté ashkénaze déjà présente dans la ville.
Par arrêté du 15 mars 1989, la synagogue est inscrite au titre des monuments historiques en totalité. La Communauté compte aujourd’hui 240 familles, originaires en grande partie du Maghreb, mais également de la région d’Alsace et d’Europe de l'Est.

## Architecture et décorations
De style néo-byzantin, l’édifice est composé d'une nef centrale et de deux bas-côtés, interrompus par un transept comportant deux petites tourelles. Le chœur est coiffé d'une coupole octogonale. À gauche, il y a un édifice à deux niveaux en pierre accolé avec une enseigne Fondation Ed Kahn ciselée dans la pierre. Les vitraux, au nombre de 12 comme les tribus d'Israël, ont été réalisés par Eugène Oudinot, les sculptures par Jules Schanovki, les peintures par Léon Leniept.

### Galerie

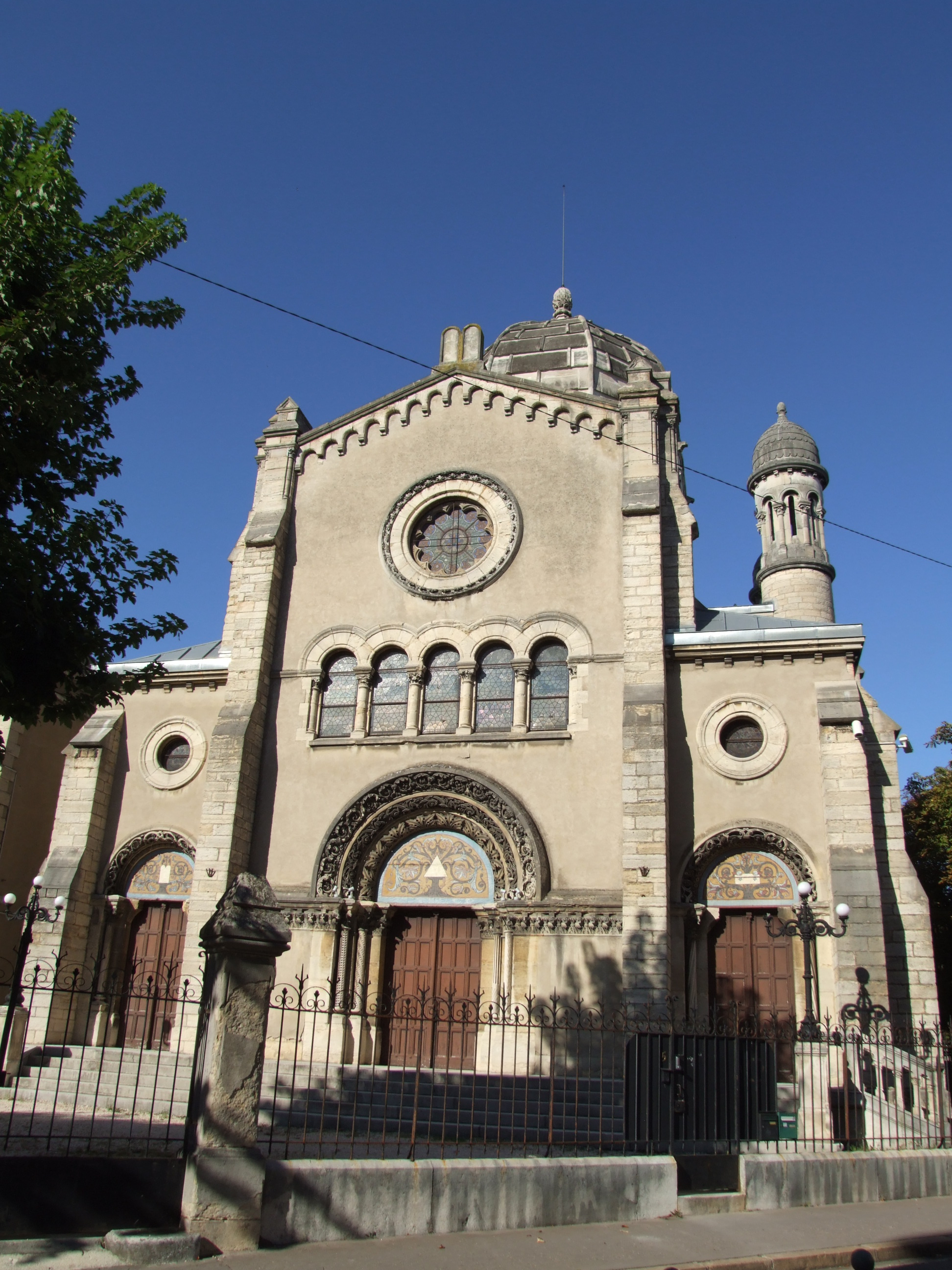
Façade principale
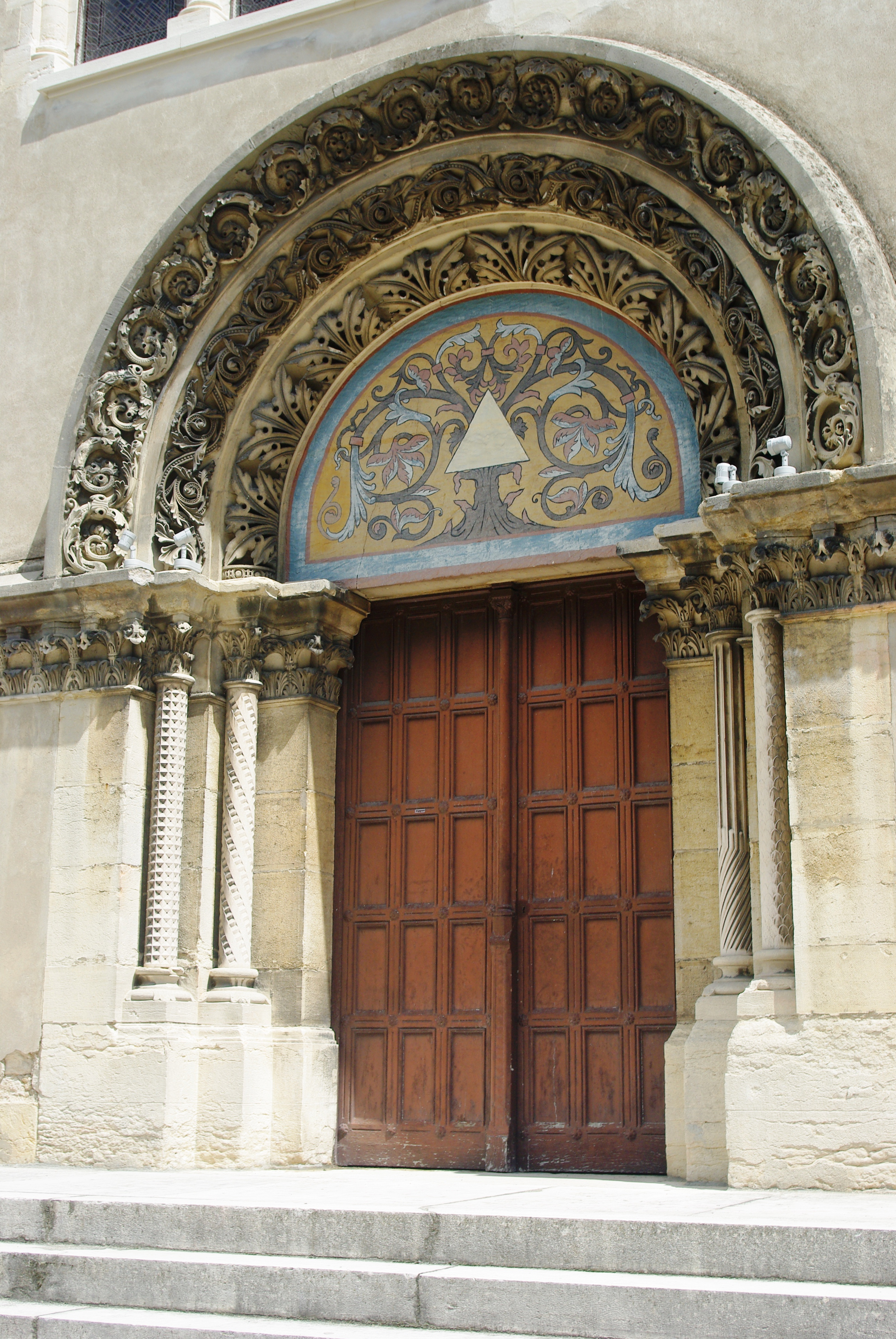
Portail central
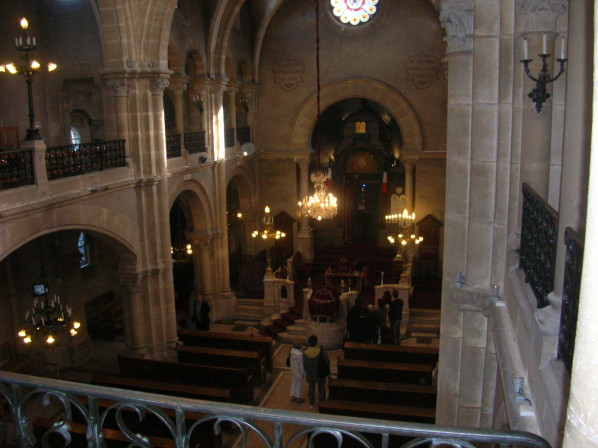
Intérieur de la Synagogue
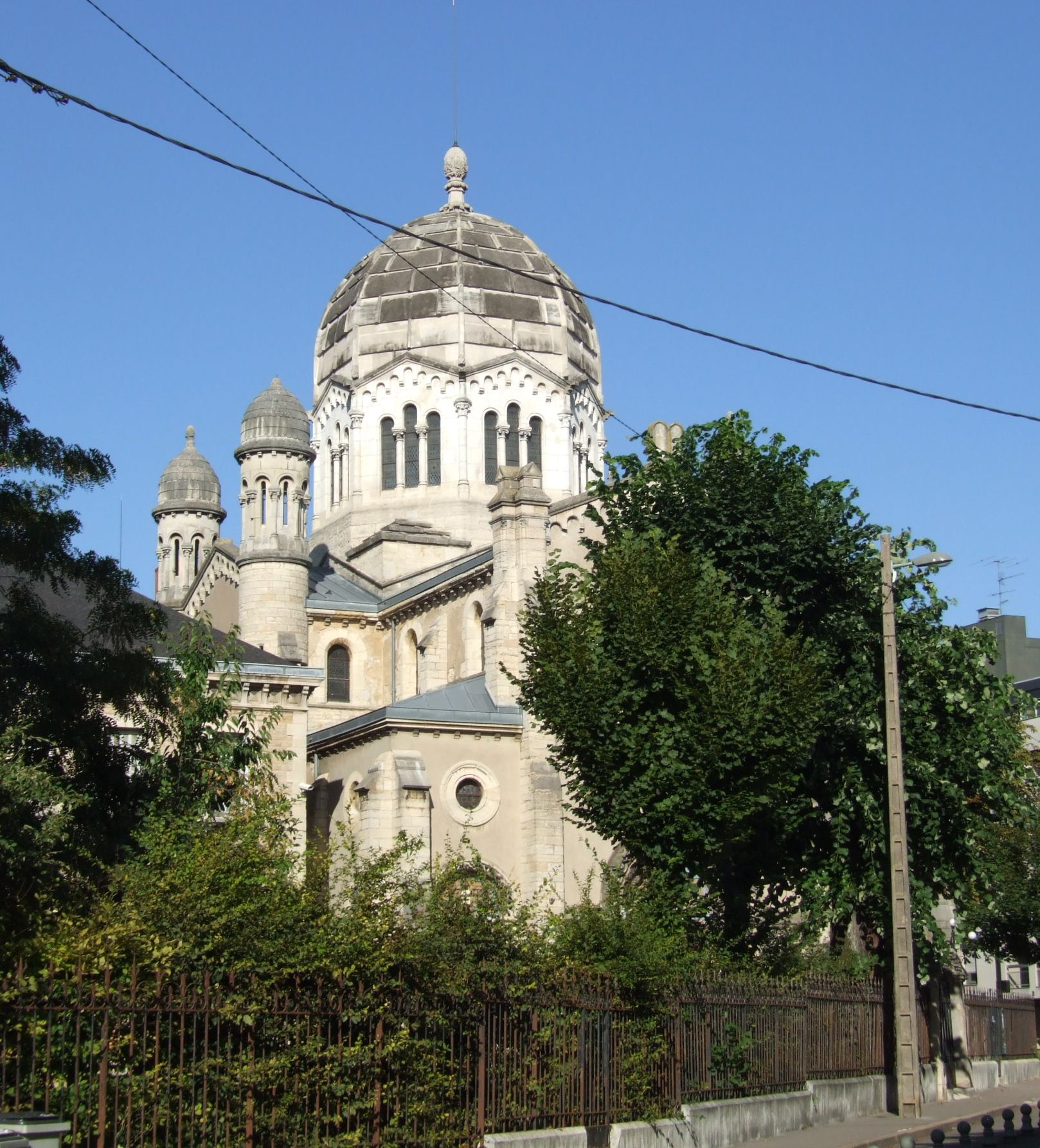
Vue depuis le rue de la Synagogue